# Vrangstrup Sogn
Aunsø Sogn ist eine Kirchspielsgemeinde (dän.: Sogn) auf der dänischen Insel Seeland.
Bis 1970 gehörte sie zur Harde Tybjerg Herred im damaligen Præstø Amt, danach zur Suså Kommune im Storstrøms Amt, die wiederum im Zuge der Kommunalreform zum 1. Januar 2007 in der erweiterten Næstved Kommune in der Region Sjælland aufgegangen ist.
Am 1. Januar 2023 lebten 86 Einwohner im Kirchspiel, die „Vrangstrup Kirke“ liegt auf dem Gebiet der Gemeinde.
Nachbargemeinden sind im Südosten Sandby Sogn und im Süden Tyvelse Sogn, auf dem Gebiet der Ringsted Kommune im Norden Sigersted Sogn und im Nordosten Vetterslev Sogn, sowie auf dem Gebiet der Sorø Kommune im Nordwesten Alsted Sogn.